# برنارد إف. فيشر
برنارد إف. فيشر (بالإنجليزية: Bernard Francis Fisher)‏ هو ضابط أمريكي، ولد في 11 يناير 1927 في سان بيرناردينو في الولايات المتحدة، وتوفي في 16 أغسطس 2014 في بويسي في الولايات المتحدة.